# Epidendrum dressleri
Epidendrum dressleri är en orkidéart som beskrevs av Eric Hágsater. Epidendrum dressleri ingår i släktet Epidendrum och familjen orkidéer. Inga underarter finns listade i Catalogue of Life.